# Breg pri Kočevju
Breg pri Kočevju (pronunciación eslovena: [ˈbɾeːk pɾi kɔˈtʃeːu̯ju]; alemán: Rain) es una localidad eslovena perteneciente al municipio de Kočevje en el sur del país.
En 2020, la localidad tenía una población de 375 habitantes.
Históricamente era una localidad rural llamada únicamente Breg, hasta que en 1953 adoptó su topónimo actual por su proximidad a la vecina localidad de Kočevje, diferenciándose así de otras localidades yugoslavas con las que compartía topónimo.
La localidad se ubica a orillas del río Rinža en la periferia noroccidental de la capital municipal Kočevje, en la salida de la villa de la carretera 106 que lleva a la capital nacional Liubliana.